# 波尔斯波 (华盛顿州)
波尔斯波（英文：Poulsbo），是美国华盛顿州基萨普县下属的一座城市，與西雅圖之間可透過巴士、渡輪往返。最早是由挪威移民組成的聚落，至今鬧區房舍和餐廳等建築物仍以北歐風格為主。根据 2000年美国人口普查，该市有人口6,813人。根据2010年美国人口普查，该市有人口9,200人。而2011年估计该市有9,336人。